# Минодора, Митродора и Нимфодора
Минодора, Митродора и Нимфодора (ум. 305—311) — святые, мученицы древней Церкви, пострадавшие при древнеримском императоре Галерии (293—311).
Святые девицы-христианки Минодора, Митродора и Нимфодора были родными сёстрами. Отличаясь особым благочестием, пожелали хранить девственную жизнь и не соприкасаться с миром. Для этого они избрали себе уединённое место в пустыне и проводили свою жизнь в подвигах поста и молитвы.
Слава о святой жизни девиц скоро широко распространилась, так как по их молитвам стали совершаться исцеления больных.
Вифинской областью управлял в то время правитель по имени Фронтон, который приказал схватить сестёр и привести к нему. Сперва Фронтон пытался убедить их отречься от Христа, обещая большие почести и награды. Однако святые сёстры твёрдо исповедали пред ним свою веру, отвергнув все предложения правителя, объяснив ему, что они не дорожат временными земными благами и готовы умереть за своего Небесного Жениха.
Придя в ярость, правитель обрушил гнев на старшую из них — Минодору. Она мужественно терпела муки и, наконец, воскликнула: «Господи Иисусе Христе, веселие сердца моего, надежда моя, приими с миром душу мою!», — и с этими словами предала дух свой Богу.
Через четыре дня привели на суд младших сестёр Митродору и Нимфодору. Перед ними положили для устрашения израненное тело Минодоры. Девицы плакали о ней, но были также непреклонны. Тогда подвергли истязаниям святую Митродору. Она скончалась, призывая до последнего вздоха возлюбленного ею Господа Иисуса Христа. Затем подвели третью сестру Нимфодору. Перед ней лежали тела замученных старших сестер. Фронтон надеялся, что это зрелище устрашит юную девицу. Делая вид, что он сожалеет о её молодости и красоте, он стал ласково убеждать Нимфодору поклониться языческим богам, обещая высокие награды и почести. Святая Нимфодора, отвергнув его речи, разделила участь своих старших сестёр. Она была замучена до смерти ударами железных прутьев.
Тела святых мучениц хотели сжечь на костре, но сильный дождь загасил разведённый огонь, а молния опалила Фронтона и его слуг.
Христиане взяли тела сестёр и погребли с почестью около так называемых Тёплых вод в Пифиях (Вифиния).
Часть мощей святых мучениц хранится на Афоне в Покровском соборе русского Пантелеимонова монастыря, а рука святой Митродоры находится на Святой Горе в монастыре Пантократор.
Память — 23 сентября (10 сентября по старому стилю).